# Wu Qi
Wu Qi (xinès tradicional: 吳起, xinès simplificat: 吴起, pinyin: Wú Qǐ; romanització Wade-Giles: Wu Ch'i, 440-381 aEC) va ser un cap militar i polític xinès que va viure durant el període dels Regnes Combatents de la història xinesa.

## Biografia
Nascut en l'Estat de Wei (衛), va ser un expert en dirigir exèrcits i en estratègia militar. I va servir en els estats de Lu i Wei. En l'estat de Wei ell va ser comandant a moltes grans batalles i va ser nomenat Xihe Shou (Intendent del comtat Xihe). Xihe era l'àrea entre els rius Groc i Luo que Wei acabava de prendre de Qin. Més tard, després que va ser separat del seu senyor i forçat a exiliar-se, Wu Qi anà a l'Estat de Chu on ell va ser nomenat Primer ministre pel Rei Dao de Chu (楚悼王). Les seves reformes feren de Chu un estat fort en eixe moment. Les reformes que va instituir enfurismaren a la vella noblesa de Chu i va ser assassinat després de la mort del rei de Chu Tao.
Les reformes de Wu, les quals començaren al voltant del 389 aEC, eren generalment dirigides a canviar el govern corrupte i ineficient. La noblesa i la burocràcia eren molt corruptes i el govern tenia la càrrega dels costos de pagar a aquest sectors i a una horda d'altres funcionaris menors. Wu en primer lloc primer va abaixar el sou anual dels funcionaris Chu, acomiadant als funcionaris que eren inútils o incompetents. També eliminà els privilegis hereditaris després de tres generacions. Els diners estalviats per la reducció de costos va ser utilitzat per crear i entrenar un exèrcit més professional.
Una altra de les obres de Wu va ser fer traslladar tots els nobles a les fronteres, lluny de la capital: podria reduir el seu poder i al mateix temps podria poblar eixes àrees, fent-les més útils pel govern de Chu. També se li atribueix l'haver ideat un conjunt de codis de construcció a Ying, per tal que la ciutat semblés menys "barbàrica".
Malgrat que les seves reformes aviat van començar a fer de Chu un país poderós, els nobles i daoistes de Chu l'odiaven. Nobles el van acusar de tractar de canviar les velles costums, i van arribar fins i tot a criticar els codis de construcció. Els daoistes el van acusar d'esser un "bel·licista" i un "admirador de la força i les armes", fins i tot anant tan lluny com per dir que era "una amenaçar per la humanitat". Se'l va acusar de no tornar a plorar la mort seva mare i també d'assassinar la seva pròpia dona (que era filla d'un noble de l'estat rival del Qi) per tal de guanyar-se la confiança del governant de l'estat de Lu. No se sap històricament si algunes d'aquestes acusacions són certes, o si van ser creades pels enemics polítics de Wu Qi per calumniar.
La potència de Chu es va veure ràpidament durant aquest període: Chu va derrotar a l'estat de Yue al sud i a l'estat de Wei al nord, fer front a cadascun d'ells en una successió ràpida. Això no obstant, el Rei Dao transí eixe mateix. Els vells nobles conspiraren per assassinar Wu Qi en el funeral del Rei Dao, on ell estaria separat de l'exèrcit. Wu Qi va veure als assassins armats amb arcs, i es va precipitar al costat del cos de rei Dao. Va ser assassinat, però moltes fletxes va impactar el rei mort. El nou Rei Su (楚肃王), furiós amb el cos del seu pare havent estat mutilats, va ordenar executar a tots els nobles participants en la conjuració, juntament amb les seves famílies.

## Representacions en la cultura popular
Ell i Sun Tzu són sovint anomenats en la mateixa frase (Sun-Wu,孙吴) com grans estrategs militars.
El seu treball militar, Wuzi va ser inclòs en la compilació els Set Clàssics Militars.
Wu Qi és una de les 32 figures històriques que apareixen com a personatges especials en el videojoc Romance of the Three Kingdoms XI de Koei.